# Haltérophilie aux Jeux olympiques d'été de 2024 - Moins de 71 kg femmes
Navigation
Los Angeles 2028
L'épreuve des moins de 71 kg femmes en haltérophilie aux Jeux olympiques d'été de 2024 a lieu le 9 août au Paris Expo Porte de Versailles.
Il s'agit d'une nouvelle catégorie de poids à la suite de la suppression de deux catégories chez les femmes depuis l'édition précédente des Jeux à Tokyo.

## Records
Avant cette compétition, les records dans cette discipline étaient les suivants : 
| Record du monde | Arraché     | Angie Palacios (ECU) | 121 kg | La Havane, Cuba        | 14 juin 2023   |
| Record du monde | Épaulé-jeté | Song Kuk-hyang (PRK) | 154 kg | Tachkent, Ouzbékistan  | 7 février 2024 |
| Record du monde | Total       | Liao Guifang (CHN)   | 273 kg | Riyad, Arabie saoudite |                |

## Médaillées
| Or                  | Argent                    | Bronze                             |
| Olivia Reeves (USA) | Mari Leivis Sanchez (COL) | Angie Paola Palacios Dajomes (ECU) |

## Résultats détaillés
| Rang                               | Athlète                      | Nation                       | Poids (kg) | Arraché (kg) | Arraché (kg) | Arraché (kg) | Arraché (kg) | Épaulé-jeté (kg) | Épaulé-jeté (kg) | Épaulé-jeté (kg) | Épaulé-jeté (kg) | Total |
| Rang                               | Athlète                      | Nation                       | Poids (kg) | 1            | 2            | 3            | Résultat     | 1                | 2                | 3                | Résultat         | Total |
| ---------------------------------- | ---------------------------- | ---------------------------- | ---------- | ------------ | ------------ | ------------ | ------------ | ---------------- | ---------------- | ---------------- | ---------------- | ----- |
| Médaille d'or, Jeux olympiques     | Olivia Reeves                | États-Unis                   | 71,00      | 112          | 115          | 117          | 117 OR       | 140              | 145              | 150              | 145              | 262   |
| Médaille d'argent, Jeux olympiques | Mari Leivis Sanchez          | Colombie                     | 71,00      | 108          | 112          | 112          | 112          | 135              | 140              | 145              | 145              | 257   |
| Médaille d'argent, Jeux olympiques | Angie Paola Palacios Dajomes | Équateur                     | 71,00      | 110          | 114          | 116          | 116          | 135              | 138              | 140              | 140              | 256   |
| 4                                  | Siuzanna Valodzka            | Athlètes individuels neutres | 71,00      | 108          | 111          | 113          | 111          | 135              | 140              | 142              | 135              | 246   |
| 5                                  | Marie Fegue                  | France                       | 71,00      | 110          | 110          | 114          | 110          | 132              | 133              | 138              | 133              | 243   |
| 6                                  | Wen-Huei Chen                | Taipei chinois               | 71,00      | 102          | 103          | 106          | 103          | 133              | 139              | 140              | 133              | 236   |
| 7                                  | Joy Ogbonne Eze              | Nigeria                      | 71,00      | 95           | 101          | 105          | 101          | 120              | 127              | 131              | 131              | 232   |
| 8                                  | Amanda da Costa Schott       | Brésil                       | 71,00      | 100          | 104          | 106          | 106          | 117              | 123              | 131              | 123              | 229   |
| 9                                  | Neama Said                   | Égypte                       | 71,00      | 97           | 101          | 102          | 97           | 120              | 125              | -                | 125              | 222   |
| 10                                 | Jacqueline Nichele           | Australie                    | 71,00      | 90           | 94           | 98           | 94           | 115              | 120              | 120              | 115              | 209   |
| -                                  | Loredana Elena Toma          | Roumanie                     | 71,00      | 111          | 115          | 117          | 115          | 131              | 133              | 134              | -                | -     |
| -                                  | Vanessa Sarno                | Philippines                  | 71,00      | 100          | 100          | 100          | -            | -                | -                | -                | -                | -     |